# Antične olimpijske igre
Antične olimpijske igre (starogrško Ολυμπιακοί αγώνες, latinizirano: Olimpiakoi Agones) je bila vrsta atletskih tekmovanj med predstavniki mestnih državic in ena izmed vsehelenskih iger antične Grčije. Bile so v čast Zevsu in so jim Grki pripisovali mitološki izvor. Prve olimpijske igre so datirane v 776 pred našim štetjem. Nadaljevale so se tudi, ko je Grčija prišla pod rimsko oblast, dokler jih cesar Teodozij I. leta 393 ni prepovedal ob uvedbi krščanstva kot državne religije. Igre so bile vsaka štiri leta, olimpijad je postal enota časa v zgodovinskih kronologiji.
Med igrami je bilo uzakonjeno olimpijsko premirje, da bi športniki lahko varno pripotovali iz svojih držav na igre. Nagrade za zmagovalce so bili venci iz oljčnih vejic ali krone. Igre so postale politično orodje, ki so ga mestne državice uporabljale za uveljavitev prevlade nad svojimi tekmeci. Politiki bi med igrami sklepali politična zavezništva in med vojno bi duhovniki žrtvovali bogovom za zmago. Igre so bile uporabljene tudi kot pomoč pri širjenju helenistične kulture po vsem Sredozemlju. Olimpijske igre so bile tudi izrazito versko praznovanje in umetniško tekmovanje. Kip Zevsa v Olimpiji je veljal za eno sedmih čudes sveta. Kiparji in pesniki so se zbirali na olimpijadah, da bi prikazali svoje umetnine in dobili pokrovitelje.
Antične olimpijske igre so imele manj športov kot sodobne igre in samo svobodno rojeni grški moški so lahko sodelovali, čeprav je ženska Bilistihe omenjena kot zmagovalna lastnica voza. Dokler so izpolnjevali merila za vpis, so športniki iz katere koli mestne državice in Makedonije lahko sodelovali, čeprav je helanodik, pristojni sodnik, dovolil kralju Aleksandru I., da sodeluje pri igrah, šele ko je dokazal svoje grško poreklo.  Igre so bile vedno v Olimpiji namesto izmenično v različnih krajih, kot je pri sodobnih olimpijskih igrah.  Zmagovalci so bili počaščeni in njihovi podvigi so bili zapisani za prihodnje generacije.

## Izvor
Za Grke je bilo pomembno, da so olimpijske igre povezane z mitologijo. Med antičnimi igrami so njihov izvor pripisovali bogovom in različne legende so govorile o tem, kdo je pravzaprav bil odgovoren za nastanek iger. To je skoraj nemogoče razvozlati. 
Najstarejše mite o izvoru iger je zapisal grški zgodovinar Pavzanias. Po zgodbi so daktil Heraklej (ne smemo ga zamenjati z Zevsovim sinom) in štirje od njegovih bratov, Peoneus, Epimedes, Jazis in Idas, dirkali pri Olimpiji in zabavali novorojenega Zevsa. Zmagovalca je kronal z oljčnim vencem (ki je postal simbol miru), ki pojasnjuje tudi štiriletno obdobje, ki prinaša igre približno vsako peto leto. Drugi olimpski bogovi (stalno so živeli na gori Olimp) so prav tako sodelovali pri rokoborbi, skakanju in tekih. 
Še en mit o izvoru iger je zgodba o Pelopsu, lokalnem olimpijskem junaku. Zgodba Pelopsa se začne z Ojnomaom, kraljem  Pize v Elidi, ki je imel lepo hčer z imenom Hipodameja. Po oraklju naj bi kralja ubil njen mož. Zato je odredil, da jo mora vsak mladenič, ki se  želi poročiti z njo, peljati v svojem vozu, Ojnomaos bi jima sledil v drugem vozu in s kopjem zadel snubca, če bi ju dohitel. Bojni voz s konji je bilo kraljevsko darilo boga Pozejdona in je bil nadnaravno hiter. Pelops je bil zelo postaven mladenič in kraljeva hči se je vanj zaljubila. Pred dirko je prepričala voznika svojega očeta, Mirtila, da zamenja železne osnike z voščenimi. Med dirko se je vosek stalil in kralj je padel s svojega voza. Bil je mrtev. Hkrati je v kraljevo palačo udarila strela in jo spremenila v pepel, razen enega lesenega stebra, ki je bil v resnici Altis že stoletja in je stal v bližini, kjer naj bi bil Zevsov tempelj. Pelops je bil razglašen za zmagovalca in poročil se je s Hipodamejo. Po zmagi je Pelops priredil dirko z vozmi kot zahvalo bogovom in pogrebne igre v čast kralja Ojnomaosa. Ta pogrebna dirka v Olimpiji je bila temelj za olimpijske igre. Pelops je postal velik kralj, lokalni junak in dal svoje ime Peloponezu.
Še en mit, ki se pojavlja, je pripisan pesniku Pindarju. Trdi je, da je v igre v Olimpiji vpleten Heraklej, sin Zevsa. Zgodba pravi, da je po končanih dvanajstih delih Heraklej ustanovil atletske igre v čast svojega očeta.
Igre prejšnjih tisočletjih so bile prekinjene in so jih Likurg iz Šparte, Ifit iz Elide in Klejsten iz Pize oživili na ukaz preročišča Delfi, ki je trdil, da so se ljudje oddaljili od bogov, kar je povzročilo kugo in nenehno vojno. Obnova iger je končala kugo, nastal je čas miru in ljudje so se vrnili k tradicionalnemu načinu življenja. Ti miti dokazujejo, da so Grki verjeli, da so igre imele svoje korenine v veri, da so bila atletska tekmovanja povezana s čaščenjem bogov in oživljanje starih iger naj bi prineslo mir, ubranost in vrnitev k izvoru grškega življenja.  Ker so te mite zapisali Pavzanias in drugi, ki so živeli, ko je vladal Mark Avrelij, 160 n. št., je verjetno, da so te zgodbe bolj pravljica kot dejstvo. Igre so bile odpravljene leta 393 pod cesarjem Teodozijem I. 
Izvor mnogih vidikov datumov olimpijad so datumi pogrebnih iger iz mikenskega obdobja in poznejših.  Zgodnji znan primer je Homerjev opis zamenjave Patroklosa z Ahilom in  5. knjiga Virgilijeve Eneide, v kateri Enej organizira atletsko tekmovanje ob obletnici očetove smrti.

## Zgodovina
Igre so potekale kot eden od dveh osrednjih obredov v antični Grčiji, drugi je bil veliko starejši verski festival elevzinski misteriji.
Igre so se začele v Olimpiji v Grčiji v svetišču grških božanstev v bližini mest Elida in Piza na polotoku Peloponezu kot letne tekaške tekme mladih žensk v tekmovanju za mesto svečenice boginje Here . Druga tekma je bila za spremljevalce svečenic, ki bi sodelovale pri verskih običajih v templju. 
Herine igre, prvo tekmovanje za ženske na olimpijskem stadionu, so bile že v 6. stoletju pred našim štetjem. Prvotno je bil tek, ki je bil tekmovanje za moške. Nekatera besedila, vključno Pavzaniasov Vodič po Grčiji, pribl. 175, navajajo, da je Hipodameja zbrala skupino  "šestnajstih žensk" in jih imenovala za upravljavke Herinih iger, ker je bila hvaležna za poroko s Pelopsom. Druga besedila v zvezi z Elido in Pizo nasprotno kažejo, da so bile to mirovnice iz Pize in Elide ter so zaradi svoje politične naravnanosti postale skrbnice Herinih iger. Herin mož v klasični grški mitologiji je bil Zevs, oče božanstev panteona tistega časa. V Zevsovem templju v Olimpiji je bil 13 metrov visok kip iz slonovine in zlata, ki ga je izklesal Fidija okoli 445 pr. n. št. V klasični grški kulturi so v 5. in 4. stoletju pred našim štetjem pri igrah lahko sodelovali le moški.
Olimpijske igre so bile vsaka štiri leta. Antični zgodovinarji so pozneje šteli leta po teh igrah in uporabljali izraz olimpijad za obdobje med dvema igrama. Prvotni, lokalni sistem datiranja grških držav, ki so ga uporabljali (vsi, razen zgodovinarjev), je povzročil zmedo, kadar poskušajo določiti datume. Na primer Diodor navaja, da je bil sončni mrk v tretjem letu 113. olimpijade, kar bi lahko bilo leta 316 pred našim štetjem. Torej naj bi bile prve olimpijske igre (sredi poletja) 765 pred našim štetjem. Med učenjaki je nesoglasje o tem, kdaj so se igre začele. 
Edino tekmovanje, ki je bilo takrat, je bil glede na poznejši zapis grškega popotnika Pavzanisa, ki je to zapisal leta 175, tek na približno 190 metrov na stadionu, merjen po Herkulesovih stopalih. Beseda stadium izhaja iz tega stopalnega teka.
Goloto športnikov (gimnos)  so leta 720 pred našim štetjem uvedli ali Špartanci ali tekač Megarian Orsip na začetku olimpijskih iger.
Več skupin se je borilo za nadzor nad svetiščem v Olimpiji, zato so bile igre stvar ugleda in politična prednost. Pavzanias pozneje piše, da je leta 668 pred našim štetjem Fidon iz Argosa naročil mestu Piza, da mestu Elida odvzame svetišče, kar se je zgodilo. Nato je osebno nadzoroval igre za tisto leto. Naslednje leto je nadzor ponovno prevzela Elida.
Olimpijske igre so bile del vseevropskih iger. Štiri različne panoge so bile vsaki dve ali štiri leta, vendar je bilo urejeno tako, da je bila vsaj ena panoga na vrsti vsako leto. Olimpijske igre so bile pomembnejše in uglednejše kot pitijske, nemejske in istmijske igre.
Igre so bile v upadu že vrsto let, vendar so se nadaljevale še po letu 385, ko je bili veliko poplav in potresov, ki so poškodovali zgradbe in ko so vdori barbarov dosegli Olimpijo.  Leta 394 je Teodozij I. prepovedal vse poganske festivale, vendar arheološki dokazi kažejo, da so nekatere igre še vedno bile. 
Nekatere panoge:
| Športna disciplina   | Športnik | Zmagovalec | Dodatne informacije |
| -------------------- | -------- | ---------- | --- |
| tek                  | tekač    | tekač      | Ko je dirka stekla enkrat čez polje, so jo imenovali stadion, dirko diavlos, ko so tekli enkrat čez polje in nato nazaj na izhodišče. Drugo dirko so imenovali hipikos, ko je tekač štirikrat pretekel stadion zapored.                      |
| dirke z bojnim vozom | jezdec   | lastnik    | Že od začetka je bila lahko zmagovalka tudi ženska na uradnih igrah, verjetno zato, ker ni fizično tekmovala, ampak je bila samo lastnica vprege. Ženske kot mnogi športniki tistega časa so običajno prihajali iz znanih in bogatih družin. |
| metanje diska        | metalec  | metalec    | Metalec je imel omejitev pri metodi metanja in bi lahko vrgel samo neposredno pred sebe. Metalec je imel kot večina športnikov primeren položaj telesa, ki je bil predpisan, da bi lahko pravilno vrgel disk.                                |
| skoki                | skakalec | skakalec   | Športnik je nosil uteži, privezane z usnjenimi pasovi spredaj na rokah. Skakalec je moral pristati z obema nogama blizu skupaj in ne na vseh štirih.                                                                                         |
| tek v oklepu         | tekač    | tekač      | Tekač je bil hoplit. To so bili moški, oblečeni v oklep, običajno so imeli samo čelado ali ščit, da ne bi bil pretežak. Ta panoga kaže, da so bile igre povezane z vojno.                                                                    |

## Kultura
Starodavne olimpijske igre so bile verski festival in športni dogodek. Igre so potekale v čast grškega boga Zevsa in srednji dan iger mu je bilo treba žrtvovati 100 volov. Sčasoma je Olimpija, mesto iger, postala osrednja točka za čaščenje vodje grškega panteona, zato je bil na vrh gore postavljen tempelj grškega arhitekta Libona. Tempelj je bil eden izmed največjih dorskih templjev v Grčiji. Kipar Fidija je ustvaril kip boga iz zlata in slonovine. Bil je 13 m visok, postavljen na prestolu v templju. Zgodovinar Strabon je zapisal:
"... Slava templja vztraja ... na račun obeh, slovesnega zbora in olimpijskih iger, v katerih je bila nagrada krona in je veljala za sveto največjih iger na svetu. Tempelj je bil okrašen s številnimi darovi, ki so jih prinesli iz vseh delov Grčije."
Umetniški izraz je bil velik del iger. Kiparji, pesniki in drugi obrtniki so prišli na igre, predstavili so svoja dela, kar je bil nekakšen umetniški natečaj. Kiparji so ustvarjali dela, kot je Mironov Diskobolos ali Metalec diska. Njihov cilj je bil poudariti naravno človekovo gibanje in obliko mišic in telesa. Pesniki so pisali pesmi v hvalo olimpijskih zmagovalcev. Take zmagovite pesmi ali epinikioni so se prenašale iz generacije v generacijo in mnoge od njih so trajale veliko dlje kot katera koli druga čast za isti namen.  Baron Pierre de Coubertin, eden od ustanoviteljev sodobnih olimpijskih iger, je želel v celoti posnemati antične olimpijske igre. Umetniški natečaj je bil po zgledu antičnih olimpijskih iger in je potekal vsaka štiri leta ob praznovanju olimpijskih iger. Njegova želja je bila uresničena na olimpijskih igrah v Atenah leta 1896. 

## Politika
V antični Grčiji je bila v 8. stoletju pred našim štetjem moč osredotočena okoli mestne države. Mestna državica je bila središče organiziranosti prebivalcev s politično entiteto. Te mestne države so pogosto živele v neposredni bližini in ustvarjale konkurenco za omejene vire. Čeprav so bila nasprotja med mestnimi državicami, pa je bilo tudi v njihovem lastnem interesu, da se vključijo v trgovino, v vojaška zavezništva in kulturno izmenjavo. Mestne države so imeli med seboj nasprotujoč odnos. Na eni strani so se sklicevale na svoje sosede zaradi političnih in vojaških zavezništev, na drugi strani pa so divje tekmovale z njimi za življenjsko pomembne vire. Olimpijske igre so bile ustanovljene v teh političnih razmerah in so bile prizorišče predstavnikov mestnih državic, ki so mirno tekmovali med seboj.  
V prvih 200 letih obstoja iger so imele le regionalno-verski pomen. Le Grki iz bližnjih krajev so tekmovali na teh zgodnjih igrah. To je razvidno iz prevlade peloponeških športnikov med zmagovalci. [34] Širjenje grških kolonij v 5. in 6. stoletju pred našim štetjem je bilo večkrat povezano z uspešnimi olimpijci. Pavzanias na primer pripoveduje, da so bile Kirene ustanovljene pribl. 630 pred našim štetjem z naseljenci iz Tera s špartansko podporo, to je bilo posojilo trikratnega olimpijskega prvaka Hiona. Naselitev z olimpijskim prvakom je pomagala zapolniti kolonijo in ohranjati kulturne in politične vezi z mestnimi državicami v bližini Olimpije. Tako so se širile helenistična kultura in igre, medtem ko je pomembnost Olimpije ostajala. 
Igre so se spoprijele z resnim izzivom med peloponeškimi vojnami v prvi vrsti med Atenami proti Šparti, toda v resnici se je dotaknil skoraj vsake helenistične mestne države.  Olimpijske igre so se v tem času uporabljale za sporočilo zavezništev in darovanje bogovom za zmago. 
Med olimpijskimi igrami je bilo obvezno premirje ali ekehejrija. Trije tekači, znani kot spondofori, so bili poslani iz Elide k udeležencem mest za vsako vrsto iger s sporočilom o začetku premirja. V tem obdobju je bil vojski prepovedan vstop v Olimpijo, vojne so bile začasno ustavljene ter pravni spori in uporaba smrtne kazni prepovedani. Premirje je bila zasnovano zato, da bi športniki in obiskovalci varno potovali na igre, kar je bilo večinoma spoštovano.  Tukidid je opisal, da so Špartancem prepovedali udeležbo na igrah in kršilce premirja kaznovali z 2000 min za napad mesta Lepreum v obdobju ekehejrija. Špartanci so nasprotovali globi in trdili, da se premirje še ni začelo. 
Medtem ko je bilo vojaško premirje upoštevano v vseh sodelujočih mestnih državicah, ni bilo tako na političnem prizorišču. Olimpijske igre so razvile najvplivnejši atletski in kulturni oder v antični Grčiji in verjetno v antičnem svetu.  Kot take so igre postale sredstvo za spodbujanje mestnih držav. Rezultat so bile politične spletke in polemike. Pavzanias pojasnjuje stanje športnika Sotadesa:
"Sotades je na devetindevetdesetih igrah zmagal v dolgi dirki in bil razglašen za Krečana, kar v resnici je. Ampak na naslednjih igrah je sam nastopal kot Efežan, ker so ga podkupili Efežani. Zaradi tega dejanja je bil pregnan s Krete."

## Šport
Antične olimpijske igre so bile "mednarodne", saj so sodelovali športniki iz različnih grških mestnih državic. Proti koncu so udeleženci prišli tudi iz grških kolonij, pa tudi od daleč z obal Sredozemlja in Črnega morja.
Če je želel športnik sodelovati na igrah, je moral biti rojen Grk (vsaj na začetku) in njihova imena so morala biti zapisana na seznamih. Zdi se, da so lahko sodelovali le mladi, saj je grški pisatelj Plutarh zapisal, da je bil en mladenič zavrnjen kot prestar in šele potem, ko je njegov ljubimec, ki je domnevno jamčil za njegovo mladost, posredoval pri špartanskem kralju, mu je bilo dovoljeno sodelovati. Preden bi lahko sodeloval, je moral vsak udeleženec priseči pred kipom Zevsa, da je bil na usposabljanju deset mesecev.
Udeležba na večini prireditev je bila omejena na moške, razen lastnic bojnih vpreg, ki so sodelovale kot lastnice in ne kot jezdeci. Leta 396 pred našim štetjem in ponovno leta 392 pred našim štetjem so dirkali konji špartanske princese Kiniske in zmagali v četverovpregi.
Zmagovalec olimpijskega dogodka je bil nagrajen z oljčno vejico in bil čaščen po vsej Grčiji, zlasti pa v svojem rojstnem mestu, kjer je bil pogosto deležen velike vsote denarja (v Atenah 500 drahem, kar je bilo majhno bogastvo) in nagrad, vključno s kadjo oljčnega olja. Kiparji so izdelali kipe olimpijskih zmagovalcev, pesniki spesnili ode v njihovo hvalo za denar.
Prvi športniki, ki so tekmovali na olimpijskih igrah, so nosili moški sramni predpasnik, ki je pokrival genitalije.  Ta kos oblačila je bil sčasoma opuščen in športniki so tekmovali goli, a ne samo zato, ker je bilo vreme primerno za to, ampak tudi zato, ker je bil festival namenjen praznovanju dela, dosežkov človeškega telesa. Oljčno olje, ki so ga uporabljali tekmovalci, ni bil samo nadomestek za milo za umivanje, kopanje in čiščenje, ampak tudi naravna kozmetika, da je bila koža gladka in zagotavljala privlačen videz. Ker so moški tekmovali goli, je bilo poročenim ženskam prepovedano gledati olimpijske igre z grožnjo smrti. Nasprotno so bili v Šparti v primerjavi z Atenami manj omejujoči do državljank, oboji, moški in ženske, so delali vaje neoblečeni.

### Tekaški športi
Sprva so olimpijske igre trajale le en dan, sčasoma pa so se podaljšale na pet dni. Najprej so tekmovali samo v teku na stadionu (ali "stade"), kratek sprint med 180 in 240 metrov ali dolžino stadiona. Dolžina teka je vprašljiva, saj najdena arheološka najdišča, pa tudi zapisani dokazi, zagotavljajo nasprotujoče si dolžine. Tekači so morali preteči na pet delov s količki razdeljeno stezo: eden na začetku, drugi na cilju in trije vmes.
Diavlos ali tek na dve stadi je bil uveden leta 724 pred našim štetjem med 14. olimpijskimi igrami. Tek je bil en sam krog stadiona, približno 400 metrov (1300 čevljev) in znanstveniki razpravljajo o tem, ali so se tekači smeli posamezno obrniti in teči nazaj ali so morali vsi tekači najprej v eno smer, se obrniti in nato teči nazaj na startno črto.
Tretji tek, dolihose, je bil uveden leta 720 pred našim štetjem. Dokazi o dolžini dolihosa so nasprotujoči, vendar pa je bila dolžina teka 18–24 krogov ali približno 5 km. Tekači so začeli in končali svoj tek na stadionu, preostalo pot pa po območju Olimpije. Seveda so pogosto tekli mimo pomembnih svetišč in kipov v svetišču, mimo kipa Nike, Zevsovega templja, preden so se vrnili na stadion.
Zadnja tekaška disciplina, ki je bila dodana v olimpijski program, je bil hoplitodrom ali "tek hoplitov", uveden leta 520 pred našim štetjem in je bil običajno zadnja tekma olimpijskih iger. Tekači so pretekli enojen ali dvojen diavlos (približno 200 ali 400 m) v polnem ali delnem oklepu s ščitom in dodatno opremljeni s ščitniki za okončine ali čelado.  Ker je oklep tehtal med 50 in 60 lb (27 kg), so hoplitodromi posnemali hitrost in vzdržljivost, potrebno za vojskovanje. Zaradi teže oklepa so tekači enostavno spustili svoje ščite ali se spotaknili ob padle konkurente. Slike na vazah prikazujejo tekače, kako skačejo čez padle ščite. Tekaške proge so bile narejene iz gline in posute s peskom.

### Spremljevalne prireditve
V vseh letih so dodali še več športnih panog: boks (pigme/pigmahija), rokoborbo (pale) 708 pred našim štetjem  in pankration, tekmovanje, ki združuje oba elementa. Rokoborba je bila tudi končni odločilni dogodek v starem peteroboju . Boks je postal skozi stoletja bolj brutalen. Sprva je mehko usnje pokrivalo prste, na koncu je bilo včasih uporabljeno težko usnje s kovino.  Med boji ni bilo časa za počitek in veljala niso nobena pravila glede udarcev, ko je kdo padel. Napadi so se nadaljevali, dokler en borec ni odpovedal ali umrl – ubijanje nasprotnika ni bilo dobro, saj je bil mrtev boksar samodejno razglašen za zmagovalca.
Druge panoge so bile dirke z vozovi, tudi peteroboj, ki je bil sestavljen iz rokoborbe, stadiona (teka), skoka v daljino, meta kopja in meta diska (slednji trije niso bili ločeni). Pri dirkah z vozovi je zmagal lastnik vprege in ne jezdec oziroma vodja, zato je en lastnik lahko dobil več kot eno zmago.
Dodajanje panog je pomenilo podaljšanje iger od enega dneva do pet dni, od katerih so bili trije uporabljeni za tekmovanja. Druga dva dneva sta bila namenjena verskim obredom. Zadnji dan je bil banket za vse udeležence, ko so spekli 100 volov, ki so bili žrtvovani Zevsu prvi dan.

## Znani športniki
- iz Šparte
  - Kiniska (lastnica četverovprege) (prva ženska olimpijska zmagovalka)
- z Rodosa:
  - Diagoras (boksar 79. olimpijade, 464 pr. n. št.) in njegova sinova Akuzij in Damaget (boks in pankracija)
  - Leonidas (teki: stadion, diavlos in hoplitodrom)
- iz Krotona (današnja Italija):
  - Astil (teki: stadion, diavlos in hoplitodrom)
  - Milo (boks)
  - Timasiteos (wrestling)[36]
- iz drugih mest:
  - Korojbos iz Elide (stadion, prvi zmagovalec sploh)
  - Orzip iz Megare (teki: diavlos)
  - Teagen iz Tasosa (boksar, pankratiast in tekal)
- Negrk:
  - Tiberij (vodnik četverovprege)[37]
  - Neron (vodnik deseterovprege)
  - Varazdat, princ in prihodnji kralj  Armenije, zadnji znan zmagovalec antičnih olimpijskih iger (boksar) med 291. olimpijskimi igrami v 4. st.[38]

## Olimpijske igre drugje
Atletske igre pod imenom "olimpijske igre" kot posnetek izvirnih iger pri Olimpiji so bile v daljšem časovnem obdobju na različnih krajih po vsem grškem svetu. Nekatere so znane le z napisov in kovancev, druge pa, kot olimpijske igre v Antiohiji, so bile zelo slavne. Potem ko so bile te olimpijske igre v več krajih, so bile izvirne včasih imenovane v napisih z dodatkom "v Pizi". 